# Sở Vũ vương
Sở Vũ vương (chữ Hán: 楚武王, trị vì: 740 TCN-690 TCN), tên thật là Hùng Thông (熊通) hay Mị Thông (羋通), là vị vua thứ 20 của nước Sở - chư hầu nhà Chu trong lịch sử Trung Quốc.

## Lên ngôi
Ông là con trai thứ của Sở Tiêu Ngao, vua thứ 18 của nước Sở, em Sở Phần Mạo (tức Sở Lệ vương), vua thứ 19 của nước Sở.
Năm 741 TCN, Lệ vương qua đời, Hùng Thông giết con Phần Mạo cướp ngôi, tức là Sở Vũ vương.
Sau khi lên ngôi, Sở Vũ vương lấy con gái nước Đặng là  Mạn, phong làm phu nhân.

## Xưng vương
Bấy giờ binh lực nước Sở hùng mạnh, đất đai rộng lớn. Sở Vũ vương lại phong cho Bá Bỉ làm Lệnh doãn, làm nước Sở nhanh chóng cường thịnh. Năm 706 TCN, Hùng Thông mang quân đánh nước Tùy, bắt nước Tùy phải phục tùng. Nước Tùy tuyên bố chỉ phục tùng thiên tử nhà Chu.
Năm 704 TCN, đời Chu Hoàn Vương, Hùng Thông không còn hài lòng với tước tử mà muốn được tước Vương, đã mời các chư hầu là Ba, Dung, Bộc, Đặng, Giảo, La, Chẩn, Thân, Giang… đến dự hội chư hầu ở đất Lộc, nước Tuỳ và Hoàng không đến dự, Sở Vũ vương bèn sai sứ trách cứ nước Hoàng, cử Khuất Hà đem quân đánh Tuỳ, Tuỳ hầu chống cự không nổi, chạy khỏi kinh đô, sau đó phải cầu hoà. Sở Vũ vương thấy thế lực đã đủ mạnh, bất chấp thiên tử nhà Chu, tự tiếm hiệu xưng vương, Sở trở thành chư hầu đầu tiên dám xưng vương ngang hàng với thiên tử.
Sở Vũ vương lại đánh chiếm nước Quyền, sai Đấu Mân trấn thủ. Sau đó Đấu Mân phản Sở, Sở Vũ vương mang quân vây đánh rồi giết Đấu Mân, dời dân đất Quyền đến đất Na, sai Diêm Ngao trấn thủ.
Năm 699 TCN, Vũ vương sai Khuất Hà đánh nước La. Khuất Hà có ý khinh địch, bị đại bại. Khuất Hà đành phải rút quân, đến giữa đường thì Khuất Hà tự tử. Sở Vũ vương ra lệnh chặt một chân của quân sĩ bại trận.

## Qua đời
Năm 690 TCN, Chu Trang Vương triệu tập vua nước Tùy. Sở Vũ vương thấy vua Tùy đến triều kiến nhà Chu, rất tức giận, cho rằng nước Tùy phản mình, bèn mang quân đánh Tùy nhưng bất ngờ lên cơn đau tim, phải ngồi xuống dưới gốc cây và qua đời không lâu sau đó, ở ngôi 51 năm.
Nhưng lệnh doãn Đấu Kì giấu việc đó không phát tang mà dẫn quân đội về phía tây như kế hoạch ban đầu. Khi quân đội Sở đến kinh đô của Tùy và buộc vùa Tuy phải cầu hòa, thì mới phát tang, con là Hùng Ti nối ngôi, tức là Sở Văn vương.

## Gia quyến
- Phụ thân: Sở Tiêu Ngao
- Con trai

1. Sở Văn Vương
2. Vương tử Thiện